# Sol Linowitz
Sol Linowitz (Trenton (New Jersey), 7 december 1913 - Washington D.C., 18 maart 2005) was een Amerikaans advocaat, diplomaat en ondernemer.

## Levensloop
Linowitz behaalde zijn bachelorgraad aan het Hamilton College in 1935 en zijn master in rechten aan de Cornell Law School in 1938.
Vanaf 1943 werkte hij voor Xerox, met een onderbreking tijdens de Tweede Wereldoorlog van 1944 tot 1946 voor dienst bij de Amerikaanse marine. Van 1960 tot 1966 was hij lid van de raad van bestuur van Xerox.
Linowitz was adviseur voor drie Amerikaanse presidenten: Lyndon Johnson, Jimmy Carter en Bill Clinton. Johnson benoemde hem in 1966 tot ambassadeur bij de Organisatie van Amerikaanse Staten. Hij bleef aan tot 1969 en vervolgde zijn carrière tot 1977 bij het internationale advocatenkantoor Coudert Brothers.
Voor Carter onderhandelde hij mede voor de Torrijos-Carterverdragen (1977-78) die leidden tot de teruggave van het Panamakanaal aan Panama. Van 1979 tot 1981 was Linowitz algemeen ambassadeur (ambassador at large) voor de VS in het Midden-Oosten. In deze functie kwam hij verdragen overeen met de Palestijnen.
In 1998 werd hij door Bill Clinton onderscheden met een Presidential Medal of Freedom, een van de twee hoogste burgerlijke onderscheidingen in de Verenigde Staten.